# Pharrell Williams
Pharrell Lanscilo Williams (Virginia Beach, 5 aprile 1973) è un cantautore, musicista, produttore discografico e stilista statunitense, direttore creativo della linea uomo di Louis Vuitton.
È considerato uno dei produttori di maggior successo dell'era contemporanea ed è stato indicato da Billboard come il più grande produttore del decennio 2000-2010. Ha ottenuto tredici Grammy Award, sei Billboard Music Award e due BET Awards, oltre a due candidature ai Premio Oscar e una ai Golden Globe grazie al singolo di successo Happy e alla produzione del film Il diritto di contare. Ha prodotto e collaborato con numerosi artisti di fama internazionale come Jay-Z, Madonna, Beyoncé, Kanye West, Justin Timberlake, Kendrick Lamar, Britney Spears, Ariana Grande, Kylie Minogue, Alicia Keys, Travis Scott, Ed Sheeran, Miley Cyrus, Snoop Dogg, Calvin Harris, Daft Punk, Swedish House Mafia, Gwen Stefani, The Weeknd e Playboi Carti. Ha prodotto e composto le colonne sonore della quadrilogia di Cattivissimo me, Il diritto di contare, Il Grinch, The Amazing Spider-Man e Il re leone (2019). Ha inoltre partecipato come giudice e coach a The Voice tra il 2014 e il 2016.
Insieme a Chad Hugo ha fondato i The Neptunes ed è conosciuto anche come prima voce e percussionista dei N.E.R.D sempre assieme a Chad, ed a Shae Haley. Ha inoltre una carriera da solista pubblicando due album, In My Mind (2006) e Girl (2014) trascinati dai singoli di successo Can I Have It Like That, Happy, Freedom e dalle collaborazioni con altri artisti, tra cui Get Lucky, Blurred Lines e Feels.
Williams è inoltre attivo nel campo della moda. Nel 2003, insieme all'icona fashion giapponese Nigo, ha fondato le linee di moda streetwear Billionaire Boys Club e Ice Cream. In seguito ha collaborato con svariati brand di moda, come Moncler, Chanel, Louis Vuitton, Tiffany & Co. e Adidas, alla realizzazione di occhiali, gioielli, scarpe e abbigliamento in generale. Il 14 febbraio 2023, Louis Vuitton ha annunciato che Williams è stato nominato nuovo direttore creativo della linea uomo della maison francese, posizione rimasta vacante dalla morte di Virgil Abloh avvenuta nel 2021.

## Biografia

### Adolescenza ed inizio carriera
Nasce il 5 aprile 1973 a Virginia Beach, Virginia, il più grande dei tre figli di Carolyn e Pharoah Williams. Williams e Chad Hugo si incontrano, nonostante frequentino scuole diverse, nell'ambito di un laboratorio di jazz all'età di 12 anni. Williams fa il batterista, Hugo suona il sassofono tenore. I due sono anche membri di una banda musicale. Negli anni novanta Chad e Pharrell formano un quartetto assieme a Shae Haley e Mike Etheridge, che battezzeranno The Neptunes. Grazie ad un concorso locale per talenti musicali il gruppo viene scoperto da Teddy Riley, il cui studio è vicino alla scuola frequentata da Pharrell. Dopo il diploma di scuola superiore, il gruppo firma per l'etichetta di Riley.
Con il lavoro fatto assieme a Teddy Riley, Pharrell arriva a scrivere strofe per Riley, sul brano Rump Shaker dei Wreckx-N-Effect datato 1992. Nel 1994 Hugo e Williams fondano formalmente il loro duo di produzione chiamandolo The Neptunes e producendo Tonight's the Night dall'album BLACKstreet dell'omonimo gruppo di cui farà parte Riley. Nel corso dei tre anni successivi il duo produce occasionalmente, alcuni di questi lavori non hanno molto feeling con l'attuale sound dei Neptunes, in particolare quelle legate a SWV (1996). Tuttavia alcune come il pezzo di Ma$e del 1998 Lookin' at Me (dall'album del 1997 Harlem World) danno nettamente l'idea che il suono dei Neptunes vada sofisticandosi.

### The Neptunes, N.E.R.D. e altre collaborazioni (1998-2009)
La loro prima importante produzione, che diventa anche il primo segno distintivo del loro stile, arriva con il brano di N.O.R.E. Superthug nel 1998, che sale alla posizione numero 36 della Billboard Hot 100, facendo guadagnare larga attenzione al duo per la prima volta. Successivamente i Neptunes lavorano intensamente con Kelis, producendo il suo primo album Kaleidoscope, e con Ol' Dirty Bastard per il disco Got your money, dove Kelis partecipa; seguito dal successo di Mystikal Shake Ya Ass, ed al singolo di Diddy chiamato Diddy.
Nel 2001 Williams, Chad e Shae pubblicano il loro primo album come N.E.R.D: In Search of..., in Europa (dove l'album di Kelis ha avuto un ottimo successo), con uno stile simile alle produzioni dei Neptunes. Tuttavia il gruppo decide di lavorare come N.E.R.D su un suono differente, registrando nuovamente l'album con la funk-rock band Spymob, per la pubblicazione internazionale nel 2002. Sempre nel 2001 i The Neptunes giungono alla loro prima #1 mondiale con il brano di Britney Spears I'm a Slave 4 U. L'anno successivo raggiungono la posizione numero 1 nelle classifiche USA con il singolo di Nelly Hot in Herre. Nell'agosto del medesimo anno, The Neptunes sono nominati "Producers of the Year" sia ai Source Awards che ai Billboard Music Awards. Pharrell raggiunge la sua prima #1 inglese con Nelly ed il brano Flap Your Wings.
Nel 2003 il gruppo pubblica l'album The Neptunes Present... Clones, composto di brani e remix di diversi artisti, giungendo sulla vetta della Billboard 200. The Neptunes e Pharrell sono messi al centro dell'attenzione specialmente per la collaborazione con Jay-Z, per cui producono diverse hit e due tracce per The Black Album.

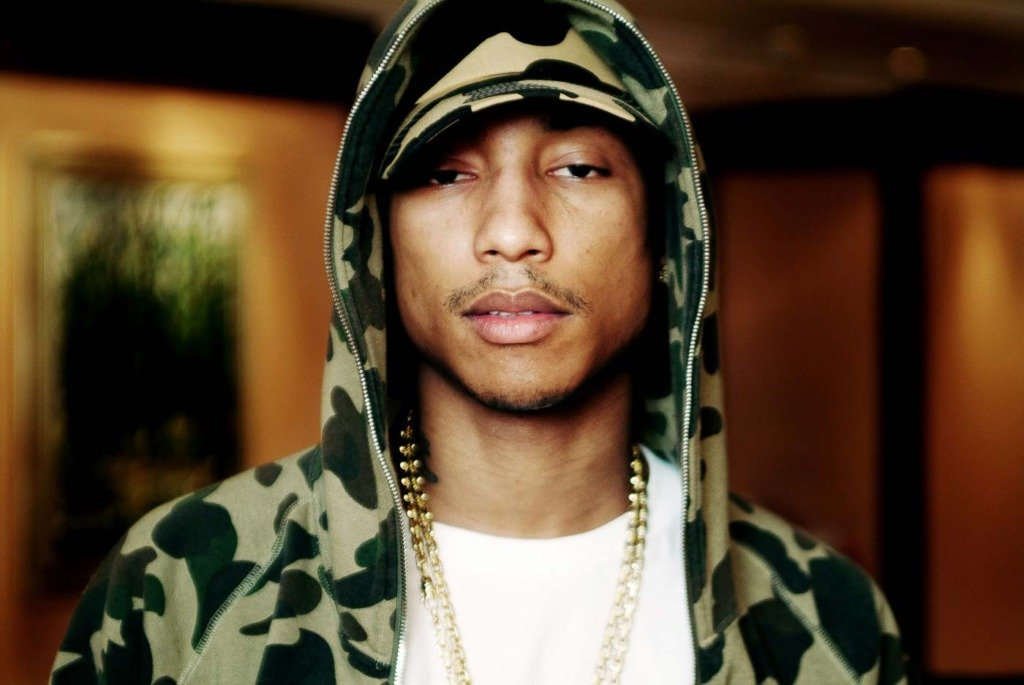
Pharrel Williams a Berlino

Frontin' diventa una delle hit dell'estate e permette a Williams di sfruttare il momento positivo per pubblicare il secondo album dei N.E.R.D con un suono orientato al funk/rock, Fly or Die, pubblicato nel marzo 2004. Le credenziali rock di Williams sono ulteriormente sostenute dalla sua apparizione ai Grammy Awards del 2004, dove esegue il brano dei Beatles I Saw Her Standing There alle percussioni assieme a Sting, Dave Matthews e Vince Gill. Pharrell dalla serata torna a casa con due Grammy, uno nella categoria Producer of the Year, Non-Classical ed uno in quella Best Pop Vocal Album per il suo lavoro con Justin Timberlake Justified.
Il 9 settembre 2005 Williams esegue per la prima volta il suo singolo di anteprima dell'album d'esordio come solista In My Mind. Il brano, intitolato Can I Have It Like That si avvale della collaborazione di Gwen Stefani, ma non sfonda negli Stati Uniti d'America, dove si ferma alla posizione numero 48, mentre nel Regno Unito raggiunge la terza posizione. Tra l'uscita del singolo e quella dell'album In My Mind, Williams pubblica Angel solo per l'Europa e successivamente Number One con Kanye West. Parecchie canzoni si sono trovate su internet prima della vera e propria uscita dell'album, tra cui Mamacita (feat. Daddy Yankee) e Baby (feat. Nelly), che viene estratta come quarto singolo. Le vendite dell'album si sono dimostrate più basse di quanto originariamente prefissato dall'artista e dall'etichetta.
Nel 2006 collabora con Madonna per incidere Hey You, scritto da entrambi per il Live Earth, e tra il 2006 e il 2007 collabora nuovamente con l'artista per incidere l'album Hard Candy, uscito in Italia il 25 aprile, in Europa il 28 e in Nord America e il resto del mondo il 29.
Nel periodo successivo lavora in studio con Questlove e The Roots. Produce per Beyoncé una versione di Diamonds Are a Girl's Best Friend, oltre a scrivere e produrre il brano Why Should I Be Sad di Britney Spears, presente nell'album Blackout (2007). Inoltre è al lavoro anche con i The Hives per produrre due brani dell'album The Black and White Album.
Dopo la nuova collaborazione con Madonna (Hard Candy) è uno dei produttori del quarto album degli Strokes, mentre nel 2009 lavora ad un remix per l'album dei Maroon 5 Call & Response. Continua a lavorare con diversi artisti per tutto il periodo 2009-2010: con Shakira per diversi brani inseriti nel disco She Wolf, con Jennifer Lopez per il brano Fresh Out the Oven e con la rapper Uffie per il suo album d'esordio. Alla fine del 2009 lavora con The Game per il suo quarto album in studio, ossia The R.E.D. Album.

### Anni 2010-2014
Nel 2010 ha prestato la sua voce al brano One degli Swedish House Mafia e nel luglio dello stesso anno partecipa alla colonna sonora del film Cattivissimo me, mentre in ottobre lavora nuovamente con i N.E.R.D., supportando i Gorillaz nel loro tour mondiale. Proprio durante il tour, Damon Albarn registra con Pharrell un brano che però non viene inserito nell'album The Fall, ma nel successivo. I N.E.R.D pubblicano il mese seguente il loro quarto disco in studio, intitolato Nothing e distribuito dalla label di Pharrell, la Star Trak. Alla fine del 2011 lavora con Mike Posner per due brani inseriti nel disco Sky High. Sempre nel 2011 collabora con Adam Lambert per due brani.

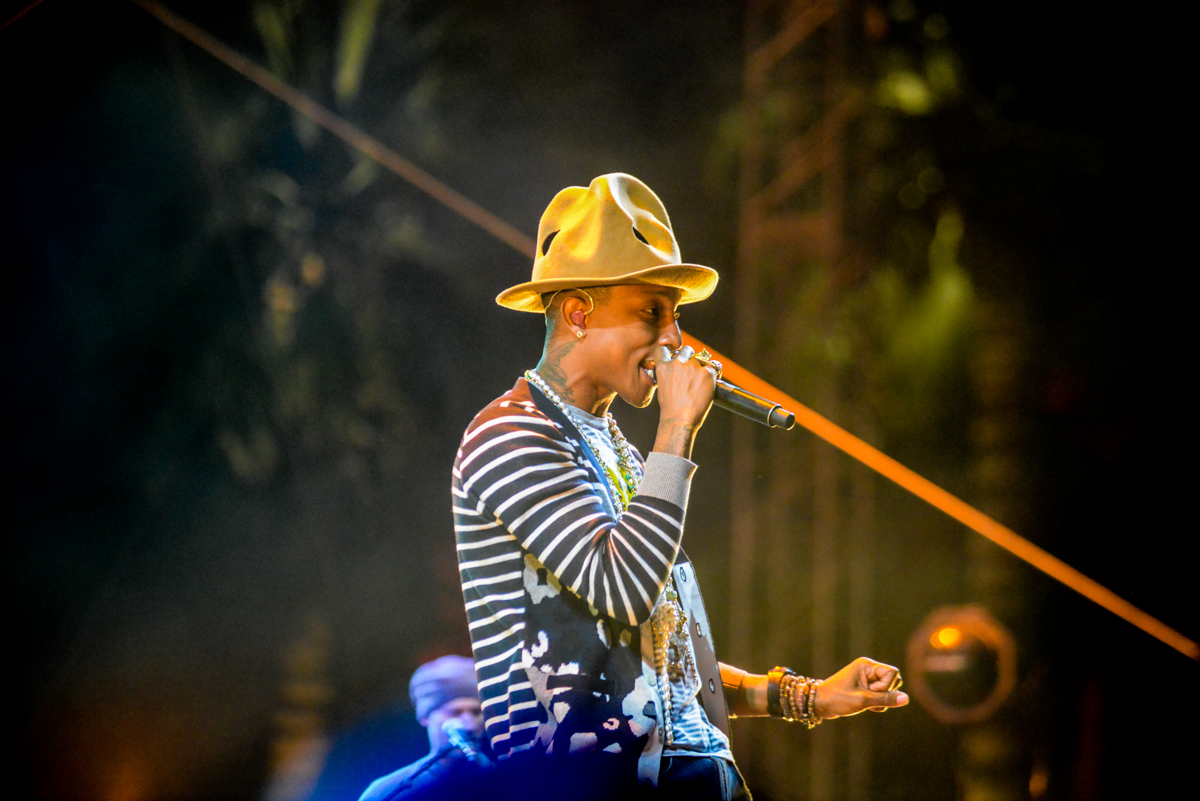
Pharrell Williams al Coachella Festival 2014

Nel 2012 collabora con Lupe Fiasco, Mac Miller e Waka Flocka Flame. Inoltre compone e produce la musica per i Premi Oscar 2012 insieme ad Hans Zimmer. Collabora anche con Miley Cyrus, nuovamente con The Game, con Usher (per l'album Looking 4 Myself, con Mika per il singolo Celebrate che anticipa l'album The Origin of Love, con Frank Ocean (per Channel Orange) e con Solange Knowles (per il suo album di debutto).
Nel 2013 collabora con i Daft Punk nel loro album Random Access Memories, cantando nelle hit Get Lucky e Lose Yourself to Dance. Contribuisce al debutto di Azealia Banks, ossia Broke with Expensive Taste. Nello stesso anno scrive alcune tracce della colonna sonora dei film Cattivissimo me 2 e L'uomo d'acciaio. Nel marzo 2013 produce un altro grandissimo successo del 2013: il singolo di Robin Thicke Blurred Lines, cantato in collaborazione con Williams e T.I. Il brano ha raggiunto la vetta delle classifiche in almeno 13 Paesi, tra cui Stati Uniti, Regno Unito e Germania. Nel giugno 2013 Pharrell diventa il 12º artista della storia ad essere presente con due brani nelle prime due posizioni della classifica (Blurred Lines e Get Lucky). Nel novembre 2013 Pharrell pubblica un video per promuovere il film Cattivissimo me 2 dalla durata di 24 ore ed intitolato Happy (la canzone dura in realtà poco meno di quattro minuti), a cui partecipano Magic Johnson, Steve Carell, Jimmy Kimmel, Jamie Foxx, Steve Martin, Odd Future, Miranda Cosgrove, Janelle Monáe e molti altri artisti. Vince ai 56i Grammy Awards nella categoria "Producer of the Year, Non-Classical", avendo prodotto brani di Jay-Z (BBC), Robin Thicke, Jennifer Hudson, Destiny's Child e Mayer Hawthorne.
Nel gennaio 2014 la sua canzone Happy dal film Cattivissimo me 2 viene candidata al Premio Oscar come miglior canzone e nel febbraio 2015 vincerà anche un Grammy Award alla miglior interpretazione pop solista. Il 3 marzo è stato pubblicato il nuovo album solista del cantante intitolato Girl.

### Anni 2014-2019

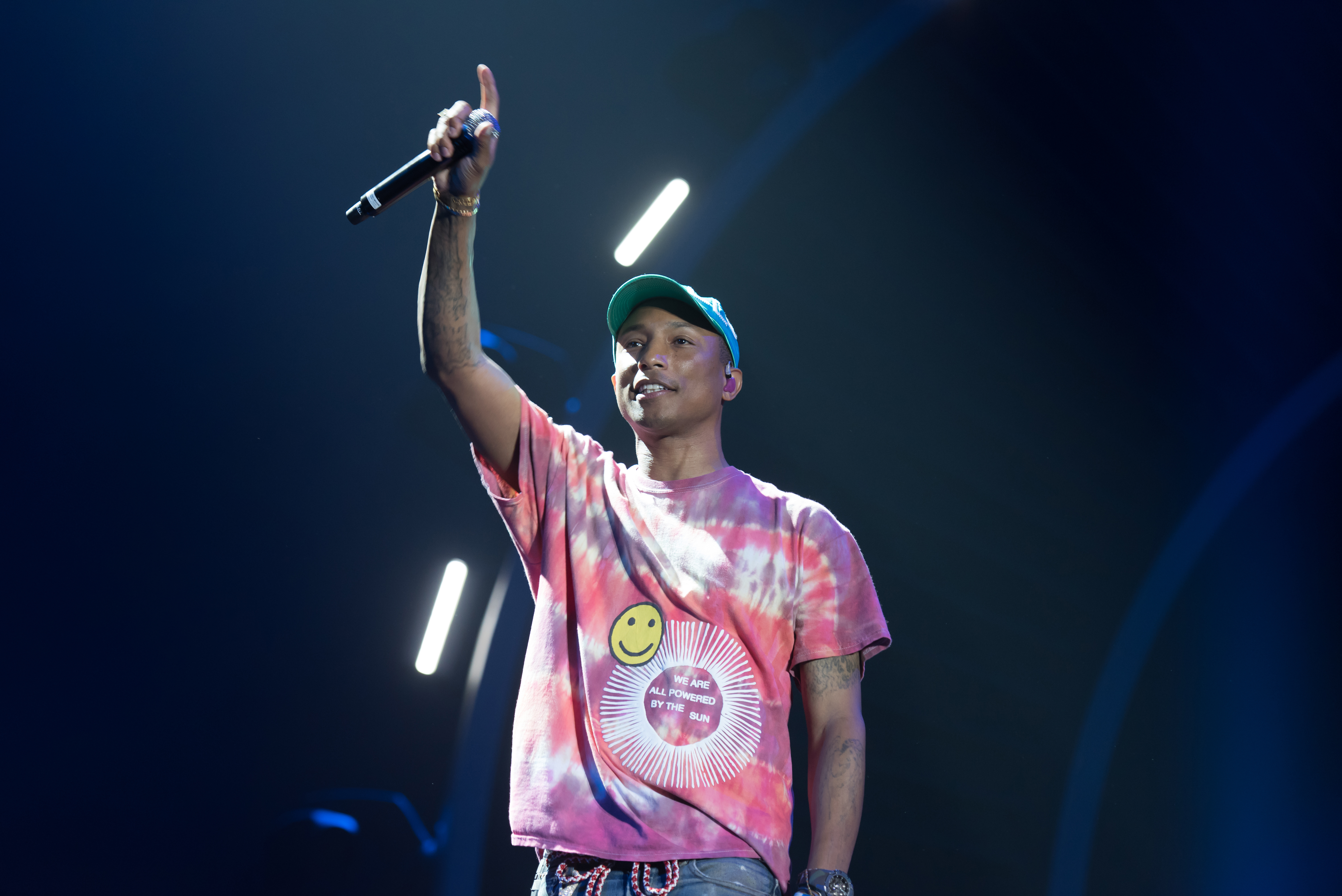
Pharrell Williams al Global Citizen Festival ad Amburgo

Nel 2015 pubblica la canzone Freedom ottenendo un buon successo. Questa viene poi utilizzata come colonna sonora del film Cattivissimo me 3.
Il 30 gennaio 2017 è uscito Funk Wav Bounces Vol. 1, il nuovo album di Calvin Harris, di cui Pharrell è stato uno dei principali collaboratori. È infatti prima voce nella canzone Feels, quarto estratto dell'album, oltre ad essere protagonista nel videoclip del singolo insieme a Calvin Harris, Katy Perry e Big Sean.
Nell'ottobre 2015, la Tisch School of the Arts della New York University ha nominato Williams come artista residente. Ha tenuto il discorso di inizio 2017 alla New York University e ha ricevuto una laurea honoris causa il 17 maggio 2017.
Sempre nell'ottobre 2015, Williams ha annunciato che si esibirà con un coro gospel domenica 1º novembre, presso la chiesa di Emanuel AME a Charleston, nella Carolina del Sud, dove nove parrocchiani neri sono stati uccisi il 17 giugno, presumibilmente da un giovane bianco che è in attesa di processo. Questo fa parte di un programma sulle relazioni razziali prodotto da A + E Networks e iHeartMedia. Williams ha in programma di parlare con i leader della comunità e altre persone colpite dalla sparatoria, che ha dominato i media statunitensi per diversi giorni. Le due ore di Shining a Light: A Concert for Progress on Race in America è programmato per il 20 novembre e includerà anche un concerto che sarà girato il 18 novembre a Los Angeles. Un obiettivo del programma è quello di raccogliere fondi per le vittime della violenza razziale e per le organizzazioni di tutto il paese che lavorano per promuovere l'equità razziale.
Nel marzo 2019 Williams e la città di Virginia Beach hanno annunciato il lancio di un festival musicale e culturale di tre giorni intitolato Something in the Water, che si è tenuto durante il College Beach Weekend, dal 26 al 28 aprile, sul Virginia Beach Oceanfront. Il festival, creato da Williams come soluzione agli anni di violenza sull'Oceanfront associati al summenzionato College Beach Weekend, prevedeva anche attività come l'Adidas Creator Park; conferenze su tecnologia, uguaglianza razziale e industria musicale; e un servizio di chiesa pop-up con 20 chiese locali e spettacoli di artisti del Vangelo di fama nazionale come Kirk Franklin e Mary Mary. Il festival ha visto esibizioni soliste di Travis Scott, SZA, J Balvin, Chris Brown, Anderson Paak, Jhené Aiko, Pusha T, Charlie Wilson, Teddy Riley, DRAM, Rosalía, A$AP Ferg e Mac DeMarco, inoltre al set di "Pharrell and Friends" che ha chiuso il secondo giorno del festival, con Williams e un gruppo di ospiti, tra cui Jay-Z, Snoop Dogg, Diddy, Missy Elliott, Timbaland, Usher, N.E.R.D, Busta Rhymes e Tyler, the Creator. Altre apparizioni degli ospiti durante l'ultimo giorno del festival includevano Trey Songz, Fabolous e membri di SWV e BLACKstreet. Artisti come la Dave Matthews Band, Migos, Janelle Monáe e Lil Uzi Vert dovevano esibirsi venerdì 26 agosto, ma furono cancellati a causa di forti temporali.
Nel 2019 Williams produce cinque canzoni per la colonna sonora del film Il re leone, collaborando per la terza volta con il compositore Hans Zimmer. Nel 2022 collabora con Calvin Harris, Justin Timberlake e Halsey nel singolo Stay with Me.

## Stile ed influenze musicali
Pharrell ha dichiarato di non avere influenze musicali dirette, ma ha espresso ammirazione nei confronti di diversi musicisti quali Michael Jackson, J Dilla, Stevie Wonder, Donny Hathaway, Marvin Gaye, Prince, Rakim e Q-Tip.

## Vita privata
Ha sposato nell'ottobre 2013 la sua fidanzata storica, la modella e designer Helen Lasichanh. La coppia ha un figlio, Rocket Ayer Williams, nato nel 2008. La canzone Rocket's Theme è stata scritta in suo onore. Nel gennaio 2017 nascono altri 3 gemelli.
Nel 2005, Williams è stato votato "Best Dressed Man in the World" da Esquire. È un fan della serie di fantascienza Star Trek, come indicato dal suo uso coerente del saluto vulcaniano per indicare il nome della sua etichetta, Star Trak. Williams è uno skater e ha un halfpipe all'interno della sua casa.
Nel 2011 è stato rivelato che Williams ha avviato la costruzione di un centro di doposcuola da 35 milioni di dollari nella sua città natale, Virginia Beach. La sua carità "From One Hand To ANOTHER" è una fondazione sviluppata per i giovani di età compresa tra 7 e 20 anni nelle comunità a rischio in tutto il paese.
Nel 2015 Williams ha acquistato una casa a Laurel Canyon, Los Angeles.

## Discografia

### Da solista
- 2006 − In My Mind
- 2014 − Girl

### Con i N.E.R.D
- 2002 − In Search Of...
- 2004 − Fly or Die
- 2008 − Seeing Sounds
- 2010 − Nothing
- 2017 − No One Ever Really Dies

### Con i The Neptunes
- 2003 − The Neptunes Present... Clones

## Filmografia

### Attore

#### Cinema
- Dude... We're Going to Rio, regia di C.B. Harding - direct to video (2003)
- The Ecology of Love, regia di Brin Hill - cortometraggio (2004)
- In viaggio con una rock star (Get Him to the Greek), regia di Nicholas Stoller (2010)
- The Greatness, regia di Yi Zhou - cortometraggio (2010)
- Entourage, regia di Doug Ellin (2015) - cameo

#### Televisione
- 90210 – serie TV, episodio 2x08 (2009)
- How to Make It in America – serie TV, episodio 2x06 (2011)

### Produttore
- Dope - Follia e riscatto (Dope), regia di Rick Famuyiwa (2015)
- Il diritto di contare (Hidden Figures), regia di Theodore Melfi (2016)
- Sing 2 - Sempre più forte, regia di Garth Jennings (2021)
- Piece by Piece, regia di Morgan Neville (2024)

### Doppiatore
- Piece by Piece, regia di Morgan Neville (2024)

## Riconoscimenti
- Golden Globe
  - 2017 – Candidatura alla migliore colonna sonora originale per Il diritto di contare
- Grammy Awards
  - 2003 – Candidatura miglior performance rap in duo o gruppo per Pass the Courvoisier, Part II
  - 2003 – Miglior produttore dell'anno, non classico
  - 2004 – Candidatura miglior performance rap in duo o gruppo per Frontin'
  - 2004 – Candidatura miglior collaborazione rap/cantato per Beautiful
  - 2004 – Candidatura miglior canzone rap per Excuse Me Miss
  - 2006 – Candidatura al miglior produttore dell'anno (non classico)
  - 2007 – Candidatura miglior album rap per In My Mind
  - 2014 – Miglior registrazione dell'anno per Get Lucky (con i Daft Punk)
  - 2014 – Candidatura miglior performance pop in duo o gruppo per Blurred Lines (con Robin Thicke)
  - 2014 – Candidatura registrazione dell'anno per Blurred Lines (con Robin Thicke)
  - 2014 – Miglior produttore dell’anno (non classico)
  - 2014 – Miglior performance pop solista per Happy
  - 2014 – Miglior video musicale per Happy
  - 2015 – Miglior album urban contemporaneo per GIRL
  - 2016 – Miglior canzone rap per Freedom
  - 2016 – Miglior video musicale per Freedom
  - 2018 – Candidatura miglior colonna sonora per media visivi per Hidden Figures: The Album
  - 2018 – Candidatura miglior colonna sonora originale per media visivi per Hidden Figures
  - 2020 – Miglior produttore dell'anno (non classico)
- NAACP Image Awards
  - 2014 – Miglior duo, gruppo o collaborazione per Blurred Lines (con Robin Thicke)
  - 2014 – Candidatura miglior canzone  per Blurred Lines (con Robin Thicke)
  - 2014 – Miglior artista maschile
  - 2015 – Candidatura miglior album per G.I.R.L.
  - 2015 – Miglior artista maschile
  - 2016 – Candidatura miglior video musicale per Freedom
  - 2016 – Candidatura miglior canzone contemporanea
- Premio Oscar
  - 2014 – Candidatura alla miglior canzone originale per Happy
  - 2017 – Candidatura al miglior film per Il diritto di contare